# Okoubaka
- Commons
- Wikispecies

Okoubaka é um género botânico pertencente à família Santalaceae.